# 艾哈迈德沙·杜兰尼
艾哈迈德沙·杜兰尼（1724年—1772年10月），《清史稿》稱愛哈默特沙，阿富汗历史上第一个统一的独立王朝杜兰尼王朝的创建者，阿富汗国父，俗稱「珍珠汗」（Shāh Durr-i-Durrān）。

## 生平

### 早期生涯
1724年（一说1720年），艾哈迈德出生于坎大哈附近（一说赫拉特附近），他的家族世袭普什图人中的阿布达里部落萨多查伊部首领。但是还在幼年的时候，他就被敌对的吉尔扎伊部落首领胡赛因·沙阿俘获，并关押在坎大哈的城堡里。
1738年3月，波斯国王纳迪尔·沙阿攻占坎大哈，释放了艾哈迈德，他很赏识这个少年，命令其组织一支阿布达里骑兵部队作为自己的近卫部队。1747年，纳迪尔·沙阿被刺杀，整个波斯陷入了混乱。艾哈迈德试图夺取波斯王位未果，被迫逃回老家，不过他成功地夺取到了纳迪尔·沙阿的部分宝藏，包括著名的库伊诺尔钻石，这为他后来的统治打下了良好的经济基础。

### 创建阿富汗国家
夺权失败的艾哈迈德率领部下约4000名骑兵回到了坎大哈，1747年10月，在全普什图人的支尔格大会上，他力劝与会者做出了脱离波斯独立的决定，并凭着其家族地位、军事才能和大量财富，击败了所有对手，当选新建立的阿富汗国家的第一任君主。在登基仪式上，艾哈迈德宣布自己为艾哈迈德·沙·杜兰尼，意为“珍珠一般的国王艾哈迈德”（珍珠汗）。从此之后，阿布达里部落便改名为杜兰尼部落。

### 征战四方
当时，在现今的阿富汗地区，除普什图人外，还散居着乌兹别克、塔吉克等多个民族，新成立的阿富汗王国仅仅控制着兴都库什山脉以南的部分地区。于是，艾哈迈德一登基，就立刻开始向四周扩张。
他首先任命其侄子鲁克曼·汗留守坎大哈，然后亲自率兵夺取了坎大哈以西的著名要塞加兹尼和山北贸易重镇喀布尔，控制了兴都库什的主要山口。1748年，艾哈迈德渡过印度河，第一次攻占了拉合尔，1749年，印度莫卧尔帝国西北总督米尔·曼努求和，割让全部印度河以西以北的信德，并承诺每年向阿富汗纳贡，由于鲁克曼·汗在坎大哈叛乱，艾哈迈德接受了这一条件。
1750年，他又出兵向西攻打波斯，攻克赫拉特、马什哈德，一直抵达内沙布尔。回师过冬后，1751年，他再次进入印度，征服旁遮普，1752年，臣服克什米尔。此时，他的大将瓦利汗已经征服了兴都库什以北的许多城市，大致确定了现今阿富汗的领土疆域。
1753年，米尔·曼努死去，其妻拒绝缴纳贡金，艾哈迈德随即又一次出兵印度，再次攻占拉合尔。这一次他没有撤兵，而是一直向莫卧尔的中心区域前进，1757年初，攻占德里，彻底洗劫了这座城市。艾哈迈德随即在阿格拉击败了马拉塔人，在德里附近建立了统治。他仍然保留了莫卧尔皇帝的帝位，但是派其子铁木尔为德里总督，实际控制该地区。但是，艾哈迈德甫一回师，锡克人立刻在阿姆利则起兵，马拉塔人也卷土重来夺走旁遮普，而铁木尔也在一次暴动中被赶出德里。到1757年底，阿富汗势力已经被彻底赶出了印度。
面对这一失败，艾哈迈德号召整个伊斯兰世界对信奉印度教的马拉塔人和锡克教的锡克人发动圣战。客观上这也帮助了新成立的阿富汗国家团结一致。为了集中精力入侵印度，艾哈迈德拒绝了浩罕汗国的求援，只在1763年派遣一支象征性的部队赴援，避免了同西进的中国清朝大军发生直接冲突。
1759年，艾哈迈德再次重返印度，同马拉塔人和锡克人作战。1761年他在帕尼帕特战役中取得大胜，彻底摧垮了对手。在又一次扶植了一位傀儡莫卧尔皇帝后，艾哈迈德回师坎大哈。然而锡克人的游击战术使得阿富汗人不胜其扰。1762年、1764年、1766年和1769年，艾哈迈德又先后四次进入旁遮普试图镇压锡克人，但是都没能完全成功。由于北部布哈拉汗国虎视眈眈，艾哈迈德最终只能放弃旁遮普。
1770年，艾哈迈德北上布哈拉，布哈拉汗国献出传国之宝克尔卡-伊-穆巴拉克（先知穆罕默德的斗篷）求和，于是艾哈迈德在城下和布哈拉汗国达成和议，确定以阿姆河为两国国界。在又一次征服马什哈德后，他的鼻子上长出肿瘤（据说是鼻咽癌），不得不回师。

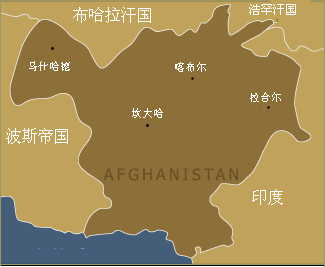
艾哈迈德统治下全盛时期的阿富汗疆域

1772年，艾哈迈德在宣布正式迁都喀布尔后死去。由于未指定继承人，他的25个儿子之间发生了混战，盛极一时的阿富汗王国骤然衰落。

## 历史地位和评价
艾哈迈德·沙·杜兰尼是现代阿富汗国家的创建者，一度统治了今天全部的阿富汗和巴基斯坦。许多阿富汗人认为他是民族英雄，是阿富汗国父，尊称他为“Baba”，也就是“父亲”。
艾哈迈德通过支尔格大会实施统治，除了少数对外事务需要统一之外，他并不过于干涉各部落的内部事务。由于他在波斯和莫卧尔宫廷中获得了大量财宝，所以对于各部落也没有横加勒索，而且常用慷慨的赏赐维系他们的忠心。因此，在他的统治之下，阿富汗本土获得了长久的和平，经济、文化也有了长足的进步。
然而，在对外征战时，艾哈迈德显露其强硬的本色，周边名城德里、马什哈德等都数次遭受洗劫，锡克教圣城阿姆利则甚至几乎被全毁，许多当地人民都认为他是一个不折不扣的暴君，反抗不断。
艾哈迈德击败马拉塔人，事实上摧毁了印度面对西方侵略时惟一一支可能进行有组织抵抗的力量，使得英国东印度公司在随后一百年内逐步控制了印度。